# Not a Bad Thing
Not a Bad Thing is een nummer van de Amerikaanse zanger Justin Timberlake uit 2014. Het is de derde single van zijn vierde studioalbum The 20/20 Experience – 2 of 2.
"Not a Bad Thing" werd een klein hitje in Noord-Amerika, Europa en Australië. In de Amerikaanse Billboard Hot 100 haalde het de 8e positie. In de Nederlandse Top 40 bereikte het de 28e plek, in Vlaanderen haalde het echter de 4e positie in de Tipparade.